# Newport (Delaware)
Newport város az USA Delaware államában, New Castle megyében. Lakosainak száma 910 fő (2020).

## Népesség
A település népességének változása:

| 2010 | 1 055 |
| 2020 | 910   |